# Цаул
Цаул (рум. Ţaul) — село в Молдові в Дондушенському районі. Утворює окрему комуну. 
В селі працює спортивна школа, де особлива увага приділяється дзюдо.
Станом на 2004 рік у селі проживало 177 українців (5,3%).

## Визначні місця
В центрі села розташований найбільший в Молдові парк, що заснований на початку XX століття навколо садиби сім'ї Поммер. Парк є однією з найвдаліших робіт архітектора-пейзажиста І. Владиславського-Падалки. Дендрологічна колекція складена приблизно з 150 видів дерев, кущів та ліан, з яких більше 100 форм вважаються екзотичними. Площа парку становить 46 га. Довжина алей та доріжок парку становить понад 12,5 км. Вхід до парку вільний.